# Cornelia Oschkenat
Cornelia Oschkenat, née Riefstahl le 29 octobre 1961 à Neubrandenbourg en Mecklembourg-Poméranie-Occidentale, est une ancienne athlète allemande qui a participé aux Jeux olympiques d'été pour la République démocratique allemande. Ses performances sont entachées de soupçons de dopage.

## Biographie
Aux championnats du monde de 1987, elle a remporté la médaille de bronze sur 100 m haies derrière Ginka Zagorcheva et Gloria Siebert. En relais 4 × 100 m avec Silke Gladisch, Kerstin Behrendt et Marlies Göhr, elle a remporté l'argent.

## Palmarès

### Jeux olympiques d'été
- Jeux olympiques d'été de 1988 à Séoul ( Corée du Sud)
  - 8e sur 100 m haies

### Championnats du monde d'athlétisme
- Championnats du monde de 1983 à Helsinki ( Finlande)
  - 7e sur 100 m haies
- Championnats du monde de 1987 à Rome ( Italie)
  -  Médaille de bronze sur 100 m haies
  -  Médaille d'argent en relais 4 × 100 m

### Championnats d'Europe d'athlétisme
- Championnats d'Europe de 1982 à Athènes ( Grèce)
  - éliminée en série sur 100 m haies
- Championnats d'Europe de 1986 à Munich ( Allemagne de l'Ouest)
  -  Médaille d'argent sur 100 m haies
- Championnats d'Europe de 1990 à Split ( Yougoslavie)
  - 4e sur 100 m haies

### Championnats d'Europe d'athlétisme en salle
- Championnats d'Europe en salle de 1985 à Le Pirée ( Grèce)
  -  Médaille d'or sur 60 m haies
- Championnats d'Europe en salle de 1986 à Madrid ( Espagne)
  -  Médaille d'or sur 60 m haies
- Championnats d'Europe en salle de 1988 à Budapest ( Hongrie)
  -  Médaille d'or sur 60 m haies